# Ceresiosaurus
Ceresiosaurus, což znamená ještěr z Ceresia (Luganské jezero), je rod nothosaurů, což byli vodní plazi žijící v období triasu. Zkameněliny ceresiosaurů byly nalezeny v Itálii a ve Švýcarsku.

## Vzhled
Měl dlouhý krk a malou hlavu s čelistmi vyzbrojenými malými ostrými zuby, což je charakteristický znak živočichů lovících ryby. Není jisté, jak plaval, zda pomocí ocasu jako plakodonti, nebo pomocí ploutví jako plesiosauři. Je také možné, že používal oba způsoby. Žil převážně ve vodě, na souš vylézal jen příležitostně, podobně jako tuleni. Také vejce kladl na souši.

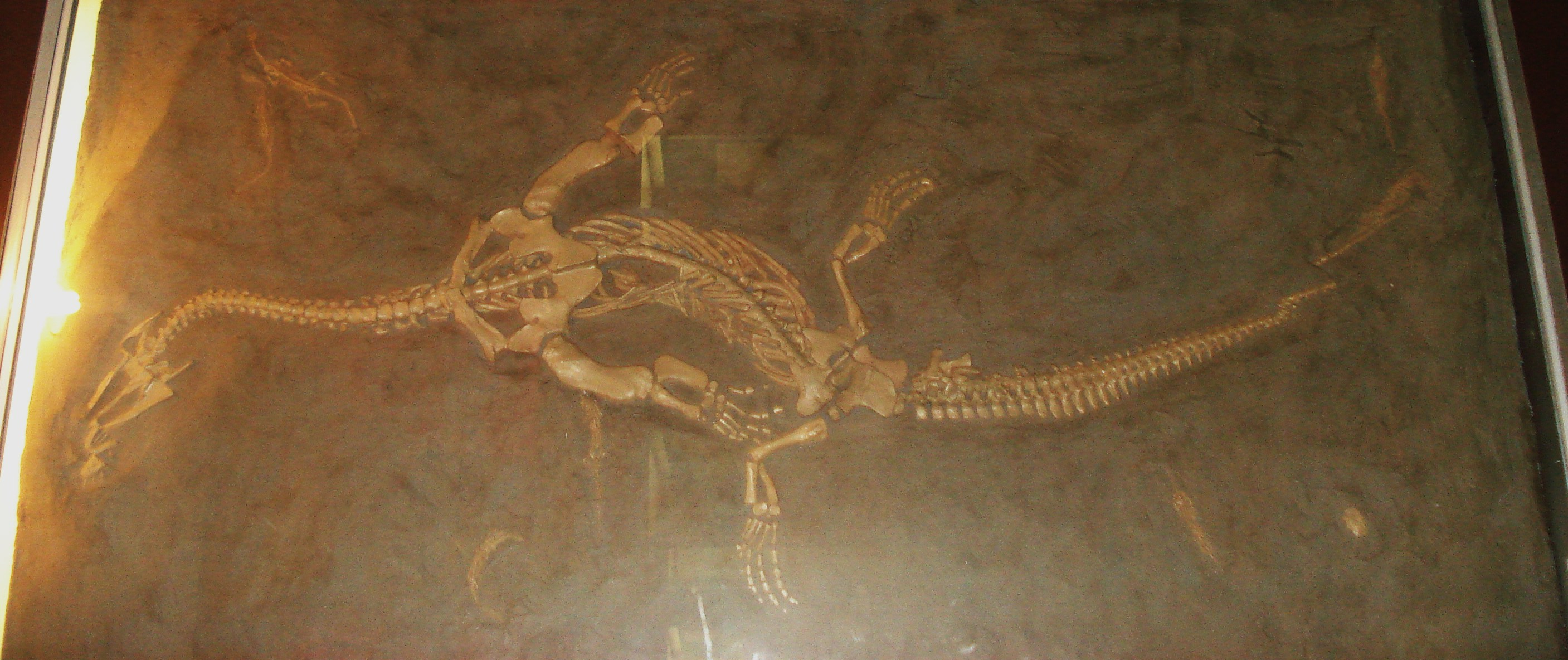
kostra Ceresiosaura